# Laascher See
Der Laascher See ist ein Stillgewässer in der Gemeinde Höhbeck im Landkreis Lüchow-Dannenberg in Niedersachsen. Der etwa 3,1 km lange und maximal 150 m breite See liegt südwestlich von Brünkendorf und nördlich der Landesstraße L 256. Der Abfluss am nordwestlichen Ende des Sees erfolgt über die Seege, einen linken Nebenfluss der Elbe.
Seine schmale, sehr langgestreckte Form weist darauf hin, dass es sich um den Teil eines früheren Elbverlaufes, also einen Altwasserarm handelt. Auffällig ist ein scharfer, fast 90 Grad betragender Knick in der Mitte, wo die den See durchfließende Seege ihren Verlauf von (Süd-)Westen in Richtung Nordwesten ändert, um dann kurz hinter dem Laascher See in den heutigen Hauptstrom der Elbe zu münden. Als Teil der Elbtalaue wird der Niederungsbereich des Laascher Sees bei Hochwasser in der Elbe durch Rückstau der Seege regelmäßig weiträumig überschwemmt. Es handelt sich um ein bedeutendes Natur- und Vogelschutzgebiet, das unter anderem zum Biosphärenreservat Niedersächsische Elbtalaue gehört.